# لوعیب
لوعیب یک منطقهٔ مسکونی در قطر است که در شهرداری الریان واقع شده‌است. لوعیب ۲٫۳ کیلومتر مربع مساحت دارد ۲۲ متر بالاتر از سطح دریا واقع شده‌است.